# Gert-Jan van Doorn
Gert-Jan van Doorn (* 3. Februar 1999 in Leiderdorp) ist ein niederländischer Ruderer. Er gewann bis 2024 je eine Silbermedaille bei Olympischen Spielen, bei Weltmeisterschaften und bei Europameisterschaften.

## Sportliche Karriere
Der 2,01 Meter große Gert-Jan van Doorn graduierte an der University of Washington in Seattle. In den Niederlanden rudert er für die Amsterdamsche Studenten Roeivereeniging Nereus.
Molenaar war bei den Junioren-Weltmeisterschaften 2016 und 2017 jeweils Sechster mit dem Achter. Bei den U23-Weltmeisterschaften 2018 wurde er ebenfalls Sechster mit dem Achter. Im Jahr darauf gewann er mit dem Achter die Bronzemedaille bei den U23-Weltmeisterschaften 2019. Auch bei den U23-Weltmeisterschaften 2021 wurde er Dritter, diesmal im Doppelvierer.
2022 trat van Doorn bei den Weltmeisterschaften im Küstenrudern an und schied im Hoffnungslauf aus. Im Regattarudern war er 2023 bei den Europameisterschaften in Bled dabei und ruderte im Vierer ohne Steuermann, der in der Besetzung Guus Mollee, Nelson Ritsema, Olav Molenaar und Gert-Jan van Doorn Zweiter hinter den Briten wurde. Drei der vier Ruderer wechselten danach in den Achter. Bei den Weltmeisterschaften in Belgrad erreichte der niederländische Achter das Ziel mit einer Sekunde Rückstand auf die Briten und mit einer Sekunde Vorsprung auf die drittplatzierten Australier. Bei den Olympischen Spielen 2024 in Paris wurde der niederländische Achter Zweiter mit einer Sekunde Rückstand auf die Briten.